# Massaker von San Martino di Lupari
Das Massaker von San Martino di Lupari war ein Endphaseverbrechen begangen durch Teile der 29. Panzergrenadier-Division auf ihrem Rückzug am 29. April 1945 von Sant’Anna Morosina nach San Martino di Lupari bei Padua im italienischen Venetien. Auf ihrem Rückzugsweg kämpfte die Division nicht nur mit Alliierten und Partisanen, sondern sie nahm Geiseln, ermordete 125 von ihnen, folterte sie und beging Plünderungen und Zerstörungen.

## Vorgeschichte
Nach der Landung der Alliierten auf Sizilien (Operation Husky) verteidigte die 29. Panzergrenadier-Division, unter Führung von Generalleutnant Fritz Polack die nördliche Route nach Messina und war von Juli 1943 bis Mai 1945 an der italienischen Front im Einsatz.
An der Nordostfront von Italien war das Gros der deutschen Truppen um den 23. April 1945 südlich des Pos weitgehend zerschlagen. Deutsche Truppen versuchten in den Norden zu kommen und dazu mussten sie zunächst den Po überqueren. Auf ihrer Flucht wurden sie häufig von Partisanen und den herannahenden alliierten Truppen bekämpft.

## Ablauf
Zunächst nahmen die sich zurückziehenden Truppen der 29. Panzergrenadier-Division auf ihrem Rückzug zahlreiche Männer ab dem Alter von 16 Jahren in Sant’Anna Morosona und in der Umgebung als Geiseln fest. Diese nutzten sie auch als Schutzschilde und diese Methode wendeten sie bei ihrem weiteren Rückzug an. In Abbazia Pisani wurden die deutschen Truppen beschossen, daraufhin töteten sie acht Geiseln, einige wurden aber auch freigelassen. Als sie Maglio di San Martino di Lupari erreichten, kam es zum Kampf und dabei gingen auch Häuser in Flammen auf. Im Zentrum von San Martino di Lupari angekommen, hatten die Deutschen 60 Geiseln in Haft, als sie erneut angegriffen wurden. Daraufhin töteten sie auf dem Stadtplatz zwei der ältesten Geiseln. Sie nahmen weitere Geiseln fest und rückten weiter in Richtung Castello di Godego ab, wobei sie laufend Gewalt gegenüber Geiseln und Passanten ausübten. In diesem Ort umfasste die Gruppe der Geiseln 80 Männer. Sechs Geiseln wurden erschossen, anschließend forderte man weitere 40 Geiseln auf wegzulaufen. Alle wurden „auf der Flucht“ erschossen. Auf die gleiche Weise wurden weitere 20 Geiseln erschossen. Zum Abschluss des Massakers kam es zur Erschießung von mehreren Jugendlichen im Alter von 15 bis 16 Jahren.

## Strafverfolgung
Die Militärstaatsanwaltschaft von Padua ermittelte nach Dokumentenfunden im Schrank der Schande im Jahr 1960 gegen Generalleutnant Polack und weiteres deutsches Militärpersonal. Es kam zu keinen Anklagen, Polack war 1956 gestorben. Die Ermittlungen wurden am 5. Juli 1995 eingestellt.

## Opfer
Es bereitet in diesem Fall Schwierigkeiten, die genaue Anzahl der Opfer zu ermitteln bzw. zuzuordnen. Es wird allgemein von einer Opferanzahl von 125 Menschen ausgegangen.

## Gedenken
In San Martino di Lupari erinnert eine Gedenktafel an der Fassade des Bürgermeisteramtes und im Ortsteil Maglio/Borghetto an die Opfer.
An der Straße Via Risale in Abbazia Pisani ist eine Gedenkstätte für die Opfer aufgestellt worden.
Im Ortsteil Alberone von Castello di Godego befindet sich eine Gedenkstätte für die Opfer nahe ihrer Hinrichtungsstätte.